# Liste der Naturdenkmale in Weinsheim (Eifel)
Die Liste der Naturdenkmale in Weinsheim nennt die im Gemeindegebiet von Weinsheim ausgewiesenen Naturdenkmale (Stand 5. Juni 2024).

## Ehemalige Naturdenkmale
| Nr. | Bezeichnung                               | Lage                                                   | Beschreibung                                                      | Bild                                    |
| --- | ----------------------------------------- | ------------------------------------------------------ | ----------------------------------------------------------------- | --------------------------------------- |
|     | Rotbuche                                  | Hermespand, Talstraße                                  | Fagus sylvatica; Rechtsverordnung aufgehoben                      | Direkt Bild zu diesem Denkmal hochladen |
|     | Alte Kapelle mit einer Gruppe alter Bäume | Hermespand, Brigittenweg, bei Nr. 5 Lage               | Baumgruppe um die Kapelle St. Ursula; Rechtsverordnung aufgehoben | Fotos hochladen                         |
|     | Zwei Linden                               | Weinsheim, Heiligenweg, am Friedhofseingang Lage       | Tilia sp., zwei Bäume; Rechtsverordnung aufgehoben                | Direkt Bild zu diesem Denkmal hochladen |
|     | Schöne Esche                              | Gondelsheim, Kirchweg, bei Nr. 2 Lage                  | Fraxinus excelsior; Rechtsverordnung aufgehoben                   | Direkt Bild zu diesem Denkmal hochladen |
|     | Fünf alte Linden                          | Gondelsheim, Kirchweg, bei Nr. 4 auf dem Friedhof Lage | Tilia sp., fünf Bäume; Rechtsverordnung aufgehoben                | Direkt Bild zu diesem Denkmal hochladen |
|     | Rotbuchenreihe                            | Gondelsheim, gegenüber Anwesen Heinz                   | Fagus sylvatica, 13 Bäume; Rechtsverordnung aufgehoben            | Direkt Bild zu diesem Denkmal hochladen |